# Phrynomantis
Sous-famille
Synonymes
- Brachymeridae Günther, 1858
- Phrynomeridae Parker, 1934

Genre
Synonymes
- Brachymerus Smith, 1847
- Phrynomerus Noble, 1926
- Fichteria Scortecci, 1941

Phrynomantis, unique genre de la sous-famille des Phrynomerinae, est un genre d'amphibiens de la famille des Microhylidae.

## Répartition
Ce genre regroupe cinq espèces qui sont endémiques de l'Afrique subsaharienne.

## Liste d'espèces
Selon Amphibian Species of the World (28 novembre 2013) :
- Phrynomantis affinis Boulenger, 1901
- Phrynomantis annectens Werner, 1910
- Phrynomantis bifasciatus (Smith, 1847)
- Phrynomantis microps Peters, 1875
- Phrynomantis somalicus (Scortecci, 1941)

## Publications originales
- Noble, 1931 : The Biology of the Amphibia. New York and London, McGraw-Hill, p. 1-577 (texte intégral).
- Peters, 1867 : Herpetologische Notizen. Monatsberichte der Königlichen Preussischen Akademie der Wissenschaften zu Berlin, vol. 1867, p. 13-37 (texte intégral).